# 全卓樹
全 卓樹（ぜん たくじゅ、英語: Taksu Cheon、1958年〈昭和33年〉 - ）は、日本の理論物理学者、随筆家。理学博士（東京大学）。
高知工科大学環境理工学群教授。高知工科大学大学院工学研究科長・工学部長・基盤工学コース長・社会人特別コース長。
専攻は量子力学、数理物理学、社会物理学。量子ゲーム理論の研究で知られる。

## 経歴
京都府生まれ。東京都立国立高等学校卒業。1980年（昭和55年）、東京大学理学部物理学科卒業。1985年（昭和60年）、東京大学大学院理学系研究科物理学専攻博士課程修了。指導教員は有馬朗人。
ジョージア大学、メリーランド大学、法政大学等を経て、高知工科大学理論物理学教授。

## 著作

### 単著
- 『エキゾティックな量子』（東京大学出版会、2014年9月）
- 『銀河の片隅で科学夜話』（朝日出版社、2020年2月）

### 共著
- Quantum Aspects of Life, A. Iqbal, T. Cheon, Derek Abbott, Paul C W Davies, Arun Kumar Pati, Imperial College Press 2008年9月
- 伊丹哲郎・松井伸之・乾徳夫・全卓樹『量子力学的手法によるシステムと制御』（コロナ社、2018年2月）

## 受賞
- 2020年 - 第3回八重洲本大賞
- 2021年 - 第40回寺田寅彦記念賞